# ロバート・ジョセフ・スカリンジ
ロバート・ジョセフ・スカリンジ（Robert Joseph Scaringe、1983年1月19日 - ）は、アメリカ合衆国の起業家、エンジニア、電気自動車メーカーリヴィアンの創業者・CEO 。通称、RJスカリンジ。2021年12月時点で彼が保有する純資産は約17億USドルとみられる。

## 生い立ち
RJスカリンジことロバート・ジョセフ・スカリンジは、1983年1月19日に生まれた。彼の父親は彼と同じく名前をロバート・スカリンジといい、メインストリーム・エンジニアリング社（Mainstream Engineering Corporation）を創業したエンジニアである。自動車が大好きな子供であったRJスカリンジは、隣人のガレージでレストアに熱中したものであった。自動車における非常に深刻な環境問題について学んでからというもの、彼はこれまでよりもっと持続可能な環境に優しい輸送システムを創造することに人生を懸けようと決心した。
彼はフロリダ州メルボルンで育ち、メルボルン・セントラル・カトリック高校に通学した。彼はレンセラー工科大学で機械工学の学士号を取得した。その後、機械工学の修士号をマサチューセッツ工科大学（MIT）で取得し、MITのソラン（Sloan）自動車研究室で機械工学の博士号を取得した。

## リヴィアン

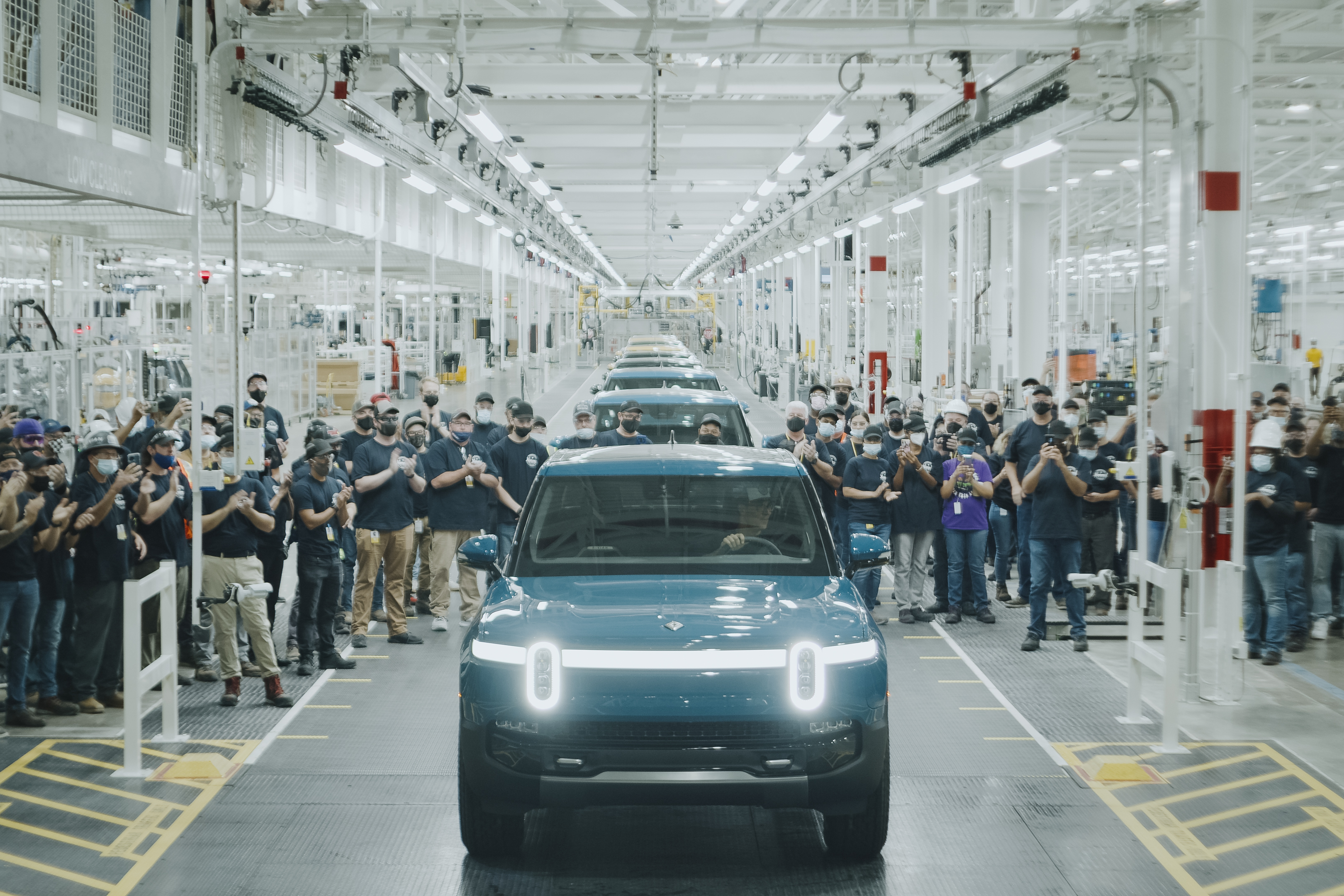
2021年9月15日、初出荷「R1T」に搭乗するスカリンジ。

スカリンジはフロリダ州ロックレッジに戻り、自分自身を唯一人の従業員として2009年にメインストリーム・モーターズ（Mainstream Motors）を設立した。2011年、この会社はリヴィアン・オートモーティヴに社名を変更した。
2021年11月10日、リヴィアン社は株式を公開しナスダックに上場した。
スカリンジは取締役会会長の地位にあり、9.5%の議決権が行使できる。加えて、彼は自社リヴィアンのクラスB株を100%保有しているので取締役会の決議に完全な拒否権を行使できる。彼は1.4%の自社株を保有している。

## 私生活
スカリンジはメーガン・マクゴーン（Meagan McGone）と2014年8月にミシガン州で結婚した。2人の間には3人の子供がいる。